# Eva Vančurová
Eva Vančurová (roz. Fragnerová) (* 22. září 1928) je bývalá československá hráčka basketbalu a psycholožka.
Za reprezentační družstvo Československa, jehož trenérem byl Lubomír Dobrý, odehrála 22 zápasů v letech 1947 až 1952 a získala dvě medaile, bronzovou na Mistrovství Evropy 1950 v Budapešti a stříbrnou na Mistrovství Evropy 1952 v Moskvě. Na ME 1950 se 76 body byla nejlepší střelkyní národního týmu Československa.
V československé basketbalové lize žen v basketbalovém družstvu žen Sparty Praha začala svou kariéru u trenéra JUDr. Miloslava Kříže. V osmi odehraných ligových sezónách získala 5 titulů mistra Československa, dvě druhá a jedno třetí místo.,
Po skončení basketbalové kariéry pracovala jako vědecká pracovnice katedry psychologie University Karlovy a Pedagogického ústavu Akademie věd a ze svého oboru napsala řadu knih (např. Vztahy mezi sourozenci, Úvahy o dětech a lidech v rodině, Psychologie předškolního dítěte a jeho výchova v rodině, Hrajeme si doopravdy, Hra na Bystré oko, Rozumbrada Filip, Filip ví, jak na to, Bystrozraký Filip).

## Hráčská kariéra
- klub
- 1946-53 Sparta Praha, 5x mistryně Československa (1948-1950, 1952, 1953), 2x 2. místo (1950/51, 1951), 1x 3. místo (1947)
- Československo: 1947-1952, celkem 22 mezistátních zápasů
- Mistrovství Evropy: 1950 Budapešť (76 bodů /7 zápasů) 1952 Moskva (4 zápasy)
- stříbrná medaile na Mistrovství Evropy 1952 a bronzová medaile na Mistrovství Evropy 1950
- nejlepší střelkyně Československa na ME 1950